# Calonet des Fornàs
El calonet des Fornàs, o racó d'en Berenguer, és una petita cala de la badia de Palma situada dins el terme de Llucmajor, entre el caló de Sant Antoni i la punta de s'Orenol. Es tracta d'una caleta rocosa amb dos escars moderns i un raconet d'arena, al qual s'accedeix per unes escales que hi ha al cap del carrer Colom de la urbanització de Son Verí.
Pel que fa al topònim, és pres d'unes antigues restes prehistòriques que hi havia no gaire lluny: el terme fornàs (derivat de forn amb el sufix augmentatiu -às 'forn gros') a la ruralia mallorquina és terme genèric que sol indicar construccions talaiòtiques.